# 留车镇
留车镇，是中华人民共和国江西省赣州市寻乌县下辖的一个乡镇级行政单位。

## 行政区划
留车镇下辖以下地区：
留车村、芳田村、石牛湖村、佑头村、贵石村、上寨村、石背村、丘坊村、新村、族坑村、黄姜村、雁洋村、庄干村、鹅湖村、坳上村、陂下村、大同村、石马村、水背村、余田村和飞龙村。